# Anushka Manchanda
Anushka Manchanda, née le 11 février 1984 à Delhi, est une actrice et chanteuse de playback indienne.

## Filmographie
- 2009 : Pulsar MTV Stunt Mania Underground (série télévisée)
- 2010 : Dulha Mil Gaya : Shyla
- 2015 : Angry Indian Goddesses : 'Mad' Madhurita
- 2016 : Mahayoddha Rama : Urmila

## Vidéoclip
- 2016 : Nanok ft. Ray Dee - Lay You Down (avec Monica Dogra et Anushka Manchanda)[1]